# عرب ديفا
عرب ديفا (المعروفين أيضًا باسم عرب المحاميد) هو الاسم النيجريّ الذي يطلق على قبائل البدو العرب الذين يعيشون في شرق النيجر، ومعظمهم في منطقة ديفا. في عام 2006، ما يقرب من 150.000 ويمثلون أقل من 1.5% من سكان النيجر، فإن عرب ديفا هم في الواقع أقصى انتشار غربي من البدو الرحل السودانيين الناطقين بالعربية، والذين ينحدرون أساسًا من عشيرة المحاميد فخذ رزيقات من السودان وتشاد.

## الانتقال إلى النيجر
يشمل السكان العرب النيجريون مجموعات من شوا أو عرب البقارة ، ويعتقد أن العشائر الأولى منهم قد وصلت إلى ما يعرف الآن بالنيجر في وقت ما في القرن التاسع عشر. مجموعات صغيرة من أولاد سليمان، التي اجتاحت إمبراطورية كانم، تسربت إلى المنطقة بين أواخر القرن التاسع عشر و1923، وانضمت إلى رعاة شوا الذين تمركزوا بالفعل في منطقة تينتوما. في عقد 1950 عدد قليل من كانم – التشادية انتقل العرب إلى المنطقة، ولكن يعتبر انه عدد صغير من السكان. في منتصف السبعينات، كان هناك حوالي 4000 من البدو العرب فقط في شرق النيجر. ولكن بعد جفاف الساحل في عام 1974، بدأ عدد أكبر بكثير من العشائر العربية السودانية في الانتقال إلى النيجر، تلاهم فرار آخرون من الحرب الأهلية والصراع التشادي الليبي في الثمانينات واستقروا بالقرب من ديفا.

## طرد عرب ديفا 2006
في أكتوبر/تشرين الأول 2006، أعلنت النيجر أنها سترحل العرب الذين يعيشون في منطقة ديفا بشرق النيجر إلى تشاد. بلغ عدد هؤلاء السكان حوالي 150.000. وبينما كانت الحكومة تجمع العرب استعدادًا للترحيل، توفيت فتاتان بعد فرارهم من القوات الحكومية، كما ورد، وتعرضت ثلاث نساء للإجهاض. علقت حكومة النيجر في النهاية قرارًا مثيرًا للجدل بترحيل العرب. واحتج النيجريون العرب على أنهم مواطنون شرعيون في النيجر، وليس لديهم موطن آخر يعودون إليه، وأن جيش النيجر قد استولى على ماشيتهم، وهي الوسيلة الوحيدة لكسب العيش.

## روابط خارجية
- صور غيتي لرجال عرب ديفا يواجهون الطرد من النيجر، 2006: هنا وهنا .